# Mondjátok el nekik
A Mondjátok el nekik (eredeti angol címén: Visiting Amoeba) Brian Aldiss novellája. Az Authentic Science Fiction magazinban jelent meg először 1957 júliusában, majd könyv formájában a The Canopy of Time és Galaxies Like Grains of Sand című gyűjteményes kötetekben. Magyarul a Galaktika 60. számában olvasható Damokos Katalin fordításában.

## Történet
|  | Alább a cselekmény részletei következnek! |

A tejútrendszeren kívül új, névtelen bolygó jelenik meg. A bolygó a műszerek szerint lakható az ember számára, Shouter mégis meghal, miután a landolást követően belélegzi a bolygó levegőjét. Az ember, akit a bolygón talál, már nem tud segíteni rajta. Azonban rájön valamire és elindul egy hosszú útra, hogy elmondja az igazságot a többi embernek.
Először egy, a tejútrendszer peremén lévő helyi tűzfészek háborúzó hadurait keresi fel. A Félszemű és a Karótnyelt, a helyi konfliktus két mindenható fővezére rövid meggyőzés után felfüggeszti az ellenségeskedést és úgy dönt, támogatja a jövevény tervét. A terv pedig az, hogy összefognak, és együtt megtámadják Yinnisfart, a tejútrendszer gazdag és békés központját.
A névtelen bolygóról érkezett ember a két hadúr egyesített, de rosszul felszerelt hadiflottájának a zászlóshajóján utazik a galaxis központjába, Yinnisfar megtámadására. Útjuk során egyetlen hívásra sem válaszolnak, nem azonosítják magukat, nyilvánvalóvá téve ellenséges szándékukat. Yinnisfar is elkezd felkészülni a csatára. Látva a hatalmas mozgósítást a Félszemű és a Karótnyelt elbizonytalanodik, és elhatározzák, hogy előbb megmérgezik az ismeretlent, aki rávette őket erre az útra, majd néhány közeli bolygó kirablása után hazatérnek. A méreg azonban hatástalan marad.
A csatában végül mindkét fél hatalmas veszteségeket szenved el, majd bekövetkezik az elkerülhetetlen vereség. A tejútrendszer széléről érkezett rosszul felszerelt, és alig több mint száz hajóból álló támadó sereg megsemmisül a hatalmas túlerővel szemben. A zászlóshajó is harcképtelenné válik. Az idegen fogságba esik a Félszeművel és a Karótnyelttel együtt.
Yinnisfar Legfőbb Fejedelme elé kerülnek. A névtelen bolygóról érkezett idegen itt végre felfedi kilétét.
|  | Itt a vége a cselekmény részletezésének! |

## Megjelenések

### angol nyelven
1. Visiting Amoeba, Authentic Science Fiction, 1957 július[1]
2. The Canopy of Time, Faber and Faber, 1959[1]
3. Galaxies Like Grains of Sand, Signet, 1960[1]

### magyar nyelven
1. Mondjátok el nekik, Galaktika 60, 1985, ford.: Damokos Katalin

## Külső hivatkozások
- Angol nyelvű megjelenések az ISFDB-től
- Brian Aldiss: Mondjátok el nekik (magyar fordítás, teljes szöveg)